# Calendario solar tailandés
El calendario solar tailandés, Suriyakati (Tailandés: สุริยคติ), fue adoptado por el rey Chulalongkorn (Rama V) en 1888 como la versión siamesa del calendario gregoriano u Occidental sustituyendo al calendario lunar tailandés como calendario legal en Tailandia (aunque este último se sigue utilizando, especialmente para acontecimientos tradicionales y religiosos). Los años se cuentan ahora en la Era Budista (E.B.): พุทธศักราช, พ.ศ., (RTGS: Phutthasakkarat), que se adelanta 543 años respecto al calendario gregoriano. En la actualidad el calendario occidental es usado también cada vez en negocios, medios de comunicación y en la banca. Las generaciones más jóvenes suelen usar ambos calendarios. 

## Estructura

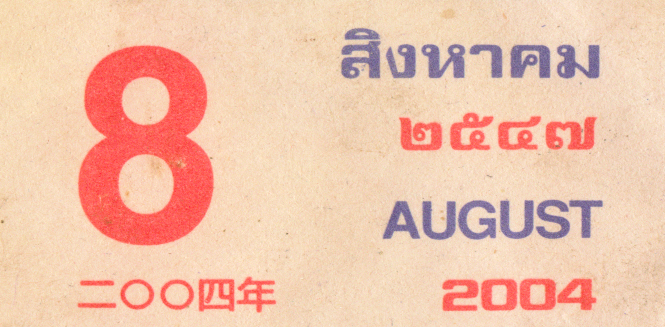
Día

Los calendarios tailandeses muestran la era budista (BE, พุทธศัดราช, Phuttasakarat), abreviada Pho So (พ.ศ.), y la era cristiana (คริสต์ศักราช, kritsakarat), abreviada Kho So (ค.ศ.). También muestra números chinos para la era cristiana y fechas del calendario lunar chino. Como éstas determinan el Sabbath budista o uposatha (วันพระ, Wan Phra), así como muchos otros festivales chinos tradicionales, se muestran las fechas tanto del calendario lunar tailandés como del calendario lunar chino.

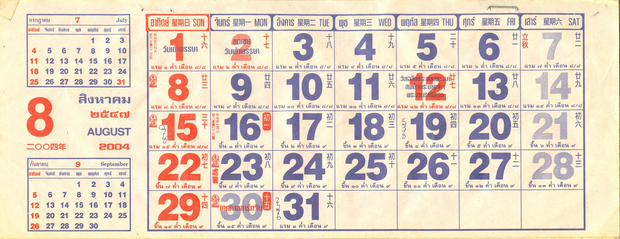
Agosto de 2004/2547BE

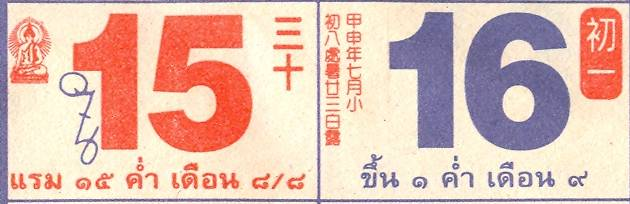
Festivos tailandeses (izquierda) y chinos (derecha).

- Wan Pra son marcadas con una imagen de Buda y los festivos chinos con caracteres chinos en rojo.
- Figuras azules (en este ejemplo 078 en el 15 y arriba a la izquierda, 538 en el 19 y 2576 en el 31) marcan las fechas en que los números de la lotería nacional fueron dibujados.
- Las fechas lunares y los animales de los años se registran en los certificados de nacimiento tailandeses después de la fecha oficial. Los tailandeses calculan su edad según la secuencia de los doce animales, aunque el calendario oficial determina la edad legal, por ejemplo en el caso del día de nacimiento de la reina, el 12 de agosto, que es un feriado público que se celebra como el Día de la Madre en Tailandia.

## Meses y días de la semana
Los meses y días de la semana son los mismos que se usan en occidente, según el calendario gregoriano. Los nombres de los meses provienen de nombres hindúes de los signos zodiacales. Los días de la semana llevan nombres del Sol, la luna y traducciones de los nombres de los cinco planetas clásicos.

## El Año
El año se cuenta según el calendario budista (B.E.), que es 543 años anterior que el de la era cristiana, por ejemplo, el año 2007 después de Cristo es equivalente al año 2550 B.E. La era se basa en la fecha de muerte (Parinibbana) de Buda Gautama, que los tailandeses ubican el año 543 a. C. (Se debe notar que solo desde el 1 de enero de 1941 en adelante, la regla de sumar o restar 543 años funciona perfectamente, la razón se explica a continuación.)
El calendario decretado por el rey Chulalongkorn (Rama V), fue denominado Ratana Kosindra Sok (รัตนโกสินทรศก) y era casi idéntico al calendario gregoriano. Sin embargo, la forma de contar los años tomaba como referencia la fecha de fundación de Bangkok (Ratana Kosindra), 6 de abril de 1782 (el primer día del año 1 de la era Ratana Kosindra (รัตนโกสินทร์ศักรัช), abrev. (ร.ศ.) ro so). 
El rey Vajiravudh (Rama VI) cambió la cuenta de los años a la era budista en 1912 y fijó el comienzo del año como el 1 de abril.
En 1941 (2484 B.E.), por decreto del primer ministro Phibunsongkhram, el 1 de enero se convirtió en el inicio oficial de un nuevo año (por lo que el año 2483 B.E. tenía solo nueve meses). Al convertir una fecha anterior a la de ese año, se debe revisar si cae entre el 1 de enero y el 31 de marzo, de ser así, se debe restar 542 y no 543.
En la actualidad, tanto el día de año nuevo del calendario gregoriano (1 de enero) como su similar tailandés, el tradicional Songkran (สงกรานต์) el 13 al 15 de abril, son festivos públicos en el calendario oficial. Los festivos en el calendario oficial para los budistas y chinos aún se calculan con respecto al calendario solar cada año.
Los meses de 30 días terminan en -ยน -yon, que significa reducido, los de 31 días en -คม -khom, exacto. El mes de febrero termina en -พันธ์, constreñido o atado. El día que se agrega a febrero los años bisiestos se llama Athikasuratin อธิกสุรทิน o อะทิกะสุระทิน para facilitar su pronunciación.
| Español    | Tailandés | Abr.  | Transcripción   | Signo Zodiacal |
| ---------- | --------- | ----- | --------------- | -------------- |
| Enero      | มกราคม    | ม.ค.  | mokkarakhom     | Capricornio    |
| Febrero    | กุมภาพันธ์   | ก.พ.  | kumphaphan      | Aquario        |
| Marzo      | มีนาคม     | มี.ค.  | minakhom        | Piscis         |
| Abril      | เมษายน    | เม.ย. | mesayon         | Aries          |
| Mayo       | พฤษภาคม   | พ.ค.  | pruetsaphakhom  | Tauro          |
| Junio      | มิถุนายน    | มี.ย.  | mithunayon      | Géminis        |
| Julio      | กรกฎาคม   | ก.ค.  | karakadakhom    | Cáncer         |
| Agosto     | สิงหาคม    | ส.ค.  | singhakhom      | Leo            |
| Septiembre | กันยายน    | ก.ย.  | kanyayon        | Virgo          |
| Octubre    | ตุลาคม     | ต.ค.  | tulakhom        | Libra          |
| Noviembre  | พฤศจิกายน  | พ.ย.  | pruetsachikayon | Escorpión      |
| Diciembre  | ธันวาคม    | ธ.ค.  | thanwakhom      | Sagitario      |

| Español   | Tailandés | Transcripción           | Planeta  |
| --------- | --------- | ----------------------- | -------- |
| Domingo   | วันอาทิตย์   | wan athit               | Sol      |
| Lunes     | วันจันทร์    | wan chan                | Luna     |
| Martes    | วันอังคาร   | wan angkhan             | Marte    |
| Miércoles | วันพุธ      | wan phut                | Mercurio |
| Jueves    | วันพฤหัสบดี  | wan pharuehat(sabordee) | Júpiter  |
| Viernes   | วันศุกร์     | wan suk                 | Venus    |
| Sábado    | วันเสาร์    | wan sao                 | Saturno  |

Nota: Los colores son los tradicionales tailandeses de aniversarios.